# Maurício nos Jogos Olímpicos
Maurício participou pela primeira vez dos Jogos Olímpicos em 1984, e enviou atletas para competir em todas as edições dos Jogos Olímpicos de Verão desde então. A nação nunca participou dos Jogos Olímpicos de Inverno. O país ainda apoiou o boicote de 1980.
Até 2008, Maurício tem apenas uma medalha olímpica: bronze. Ela foi conquistada nos Jogos de Pequim, quando Bruno Julie garantiu a primeira medalha olímpica de Maurício ao perder as semifinais do Peso Galo, no Boxe.
O Comitê Olímpico Nacional de Maurício foi criado em 1971 por Ram Ruhee, que continuou como seu Secretário Geral até 2008. Foi oficialmente reconhecido pelo COI em 1972.

## Medalhistas

### Jogos de Verão
| Medalhas          | Nome        | Jogos       | Esporte | Evento    |
| ----------------- | ----------- | ----------- | ------- | --------- |
| Medalha de bronze | Bruno Julie | 2008 Pequim | Boxe    | Peso galo |